# Јужна Кореја на Светском првенству у атлетици на отвореном 2013.
Јужна Кореја је учествовала на 14. Светском првенству у атлетици на отвореном 2013. одржаном у Москви од 10. до 18. августа четрнаести пут, односно учествовала је на свим првенствима до данас. Јужна Кореја је пријавила 16 такмичара (14 мушкараца и 2 жене). Мећутим такмичар у маратону Jinuk Oh није био у стартној листи тако да је репрезентацију Јужне Кореје представљало 15 такмичара (13 мушкараца и 2 жене) у 5 дисциплина.,
На овом првенству Јужна Кореја није освојила ниједну медаљу али су остварена два најбоља лична резултата сезоне.

## Учесници
| Мушкарци: - Sung Ji-Hun — Маратон - Kim Young-Jin — Маратон - Oh Kyong-Soo — 4 × 100 м - Cho Kyu-Won — 4 × 100 м - Yoo Min-Woo — 4 × 100 м - Kim Kuk-Young — 4 × 100 м - Jinkook Kim — 4 × 100 м - Хјунсуб Ким — 20 км ходање - Choe Byeong Kwang — 20 км ходање - Јонгјун Бјун — 20 км ходање - Oh Se-Han — 50 км ходање - Yim Jung-hyun — 50 км ходање - Џин Мин-суб — Скок мотком | Жене: - Kim Seong-Eun — Маратон - Jeon Yeong-Eun — 20 км ходање |  |

## Резултати

### Мушкарци
| Атлетичар                                                       | Дисциплина   | Лични рекорд | Квалификације               | Квалификације               | Финале                | Финале       | Детаљи |
| Атлетичар                                                       | Дисциплина   | Лични рекорд | Резултат                    | Место                       | Резултат              | Место        | Детаљи |
| --------------------------------------------------------------- | ------------ | ------------ | --------------------------- | --------------------------- | --------------------- | ------------ | ------ |
| Sung Ji-Hun                                                     | Маратон      | 2:12:53      |                             |                             | 2:26:43               | 43 / 50 (70) |        |
| Kim Young-Jin                                                   | Маратон      | 2:13:49      | 2:35:53                     | 48 / 50 (70)                |                       |              |        |
| Oh Kyong-Soo Cho Kyu-Won Yoo Min-Woo Kim Kuk-Young Jinkook Kim* | 4 х 100 м    | 39,04 НР     | 39,00 НР                    | 6. у гр 1                   | Није се квалификовала | 18 / 22 (23) |        |
| Хјунсуб Ким                                                     | 20 км ходање | 1:19:31 НР   |                             |                             | 1:22:50 ЛРС           | 10 / 52 (64) |        |
| Choe Byeong Kwang                                               | 20 км ходање | 1:21:52      | 1:28:26                     | 39 / 52 (64)                |                       |              |        |
| Јонгјун Бјун                                                    | 20 км ходање | 1:21:42      | Дисквалификован по чл.230.6 | Дисквалификован по чл.230.6 |                       |              |        |
| Oh Se-Han                                                       | 50 км ходање | 3:54:20      | 4:01:00                     | 37 / 46 (61)                |                       |              |        |
| Yim Jung-hyun                                                   | 50 км ходање | 3:53:05      | Дисквалификован по чл.230.6 | Дисквалификован по чл.230.6 |                       |              |        |
| Џин Мин-суб                                                     | Скок мотком  | 5,64         | 5,25                        | 12. у гр. Б                 | Није се квалификовао  | 29 / 33 (40) |        |

- Атлетичар означен звездицом био је резерва за штафету

### Жене
| Атлетичарка    | Дисциплина   | Лични рекорд | Квалификације | Квалификације | Полуфинале | Полуфинале | Финале   | Финале       | Детаљи |
| Атлетичарка    | Дисциплина   | Лични рекорд | Резултат      | Место         | Резултат   | Место      | Резултат | Место        | Детаљи |
| -------------- | ------------ | ------------ | ------------- | ------------- | ---------- | ---------- | -------- | ------------ | ------ |
| Kim Seong-Eun  | Маратон      | 2:27:20      |               |               |            |            | 2:48:46  | 32 / 46 (72) |        |
| Jeon Yeong-Eun | 20 км ходање | 1:33:59      | 1:34:29 ЛРС   | 39 / 56 (62)  |            |            |          |              |        |